# Lamoine
Lamoine és una població dels Estats Units a l'estat de Maine (EUA). Segons el cens del 2000 tenia 1.495 habitants.

## Demografia
Segons el cens del 2000, Lamoine tenia 1.495 habitants, 605 habitatges, i 434 famílies. La densitat de població era de 32,3 habitants/km².
Dels 605 habitatges en un 31,2% hi vivien nens de menys de 18 anys, en un 61,2% hi vivien parelles casades, en un 6,8% dones solteres, i en un 28,1% no eren unitats familiars. En el 21,2% dels habitatges hi vivien persones soles el 8,4% de les quals corresponia a persones de 65 anys o més que vivien soles. El nombre mitjà de persones vivint en cada habitatge era de 2,47 i el nombre mitjà de persones que vivien en cada família era de 2,86.
Per edats la població es repartia de la següent manera: un 23,7% tenia menys de 18 anys, un 5% entre 18 i 24, un 28,9% entre 25 i 44, un 28% de 45 a 60 i un 14,4% 65 anys o més.
L'edat mediana era de 41 anys. Per cada 100 dones de 18 o més anys hi havia 93,4 homes.
La renda mediana per habitatge era de 39.783 $ i la renda mediana per família de 45.050 $. Els homes tenien una renda mediana de 28.365 $ mentre que les dones 22.300 $. La renda per capita de la població era de 19.712 $. Entorn del 5,3% de les famílies i el 8,8% de la població estaven per davall del llindar de pobresa.